# Ordspråksboken

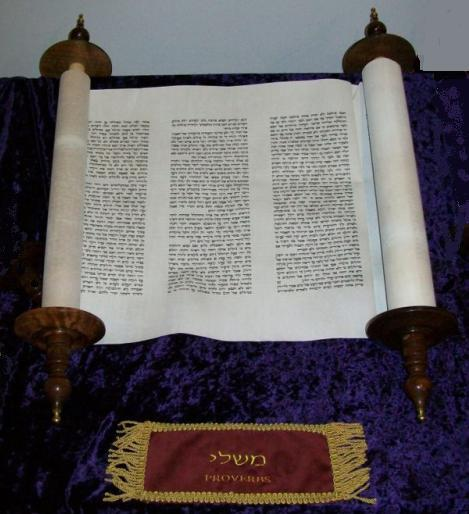

Ordspråksboken är en skrift i judendomens Ketuvim och kristendomens Gamla testamente. Den innehåller en samling konstmässigt formade ordspråk under Salomos namn. Många uppmaningar påpekar att den gudfruktige vinner i längden. Han skriver också om visheten som Guds största gåva till människorna, och det viktigaste att sträva efter i livet. 
"Hur blir en människa vis? Första steget är att lita på Herren och visa respekt för honom." - 1:7
Ordspråksboken är i hög grad formulerad som en lärobok. Dess undervisning utmanar till ställningstagande och vägval.
Ordspråksboken som bok torde ha sammanställts på 500-talet f.Kr. men dess innehåll är huvudsakligen betydligt äldre.